# Rezerwat przyrody Długosz Królewski w Wierzchucinie
Rezerwat przyrody „Długosz Królewski w Wierzchucinie” – florystyczny rezerwat przyrody na obszarze potorfowiskowym Puszczy Wierzchucińskiej zwanym Wierzchucińskimi Błotami, na północ od Jeziora Żarnowieckiego. Został utworzony w 2003 roku i zajmuje powierzchnię 148,19 ha. Znajduje się na terenie gminy Krokowa (powiat pucki, województwo pomorskie). Najbliższą miejscowością jest Wierzchucino (oddalone o 3 km).
Celem ochrony rezerwatu jest „zachowanie stanowiska długosza królewskiego Osmunda regalis, największej w regionie gdańskim populacji widłaka jałowcowatego Lycopodium annotinum oraz pozostałości torfowiska wysokiego i przejściowego wraz z właściwymi dla tych ekosystemów gatunkami i zbiorowiskami roślinnymi”.
Występują tu gleby torfowe powstałe głównie z torfów przejściowych i wysokich, w niewielkim zakresie z torfów niskich, na znacznej powierzchni podlegające procesowi murszenia.
Rezerwat znajduje się na terenie Nadleśnictwa Choczewo. Leży w obrębie otuliny Nadmorskiego Parku Krajobrazowego, a jednocześnie w Nadmorskim Obszarze Chronionego Krajobrazu; ponadto jego teren leży w granicach obszaru siedliskowego Natura 2000 „Piaśnickie Łąki” PLH220021.

## Flora i fauna
W tym obszarze występują takie gatunki flory jak: długosz królewski Osmuda regalis (największa populacja w skali Pomorza Gdańskiego), widłak jałowcowaty Lycopodium annotinum (występuje tutaj masowo tworząc skupienia na powierzchni kilkuset, a w wyjątkowych przypadkach nawet paru tysięcy metrów), żłobik koralowy Corallorhiza trifida (gatunek narażony w skali Pomorza), nerecznica grzebieniasta Dryopteris cristata (gatunek narażony w skali kraju i Pomorza, w regionie gdańskim rzadki i obecnie na większości stanowisk wymarły), woskownica europejska Myrica gale, rosiczka okrągłolistna Drosera rotundifolia, wrzosiec bagienny Erica tetralix, bagno zwyczajne Ledum palustre, widłak goździsty Lycopodium clavatum, grążel żółty Nuphar lutea.
„Długosz Królewski w Wierzchucinie” to także miejsce gniazdowania gatunków zagrożonych w skali europejskiej: turkawka Streptopelia turtur, muchołówka szara Muscicapa striata, gąsiorek Lanius colurio, gniazduje tu również rzadki brodziec samotny Tringa ochropus. Brak dokładnego rozpoznania gatunków ssaków, jest to miejsce bytowania zwierzyny płowej, dzika Sus strofa, zająca szaraka Lepus europaeus, jeża wschodniego Erinaceus concolor, drapieżników: lis Vulpes vulpes, jenot Nyctereuteus procyonoides, borsuk Meles meles, wydra Lutra lutra, łasica Mustela nivalis, kuna leśna Martes martes. Płazy są tu reprezentowane przez 5 gatunków: 2 gatunki ropuch – szara Bufo bufo i zielona B. viridis, żaby – wodna Rana esculenta, moczarowa R. arvalis, trawna R. temporaria. Występują tu 4 gatunki gadów: jaszczurka zwinka Lacerta agilis, padalec Angulis fragilis, żmija zygzakowata Vipera berus, zaskroniec zwyczajny Natrix natrix.